# Фауна на Мадагаскар
Фауната на остров Мадагаскар е дотолкова уникална, че самият остров и съседните по-малки острови се разглеждат дори като отделна част от зоогеографска област Континентална Африка. Множеството животински видове срещани тук са ендемични, т.е. не се срещат никъде другаде по света и става дума не само за отделни видове, но и цели семейства и обособени групи организми (виж Лемури).

## Предистория
Остров Мадагаскар е изолиран отпреди около 70 милиона години, като се отделя от Африканския масив преди около 165 млн. г., а от Индийския субконтинент около 100 млн. г. по-късно.
Вследствие на тази изолация на острова се съхранява и развива уникална флора и фауна (90% от местните растителни видове са ендемични) и Мадагаскар е наричан дори Осмият континент.
Допреди около 2000 години, когато хората стъпват на острова, са живели редица необикновени животни с гигантски размери, родственици на съхранилите се видове. Доколко някои от тези животни са с африкански произход или изконно местни, пример за паралелно еволюционно развитие – въпросът е спорен. Факт е обаче, че главната заслуга за изчезването на голяма част от мадагаскарската мегафауна е на човека.
Въпреки масовото изсичане на горите, Мадагаскар все още е дом на голямо разнообразие от уникални животински видове и с над 50 национални парка и резервати е основна дестинация за екотуризъм.

## Съвременна фауна на Мадагаскар
Лемури: Тези примати от групата на полумаймуните (Strepsirrhini) са емблематични за остров Мадагаскар и се срещат само тук. От около 75 съвременни вида лемури, 25 са открити едва през последните десетина години.
Мадагаскарски хищници: Мадагаскар е родината на уникални коткоподобни хищници, включвани до неотдавна в състава на семейство Виверови (Viverridae), но отделени в собствено семейство Мадагаскарски мангустоподобни (Eupleridae). Типични представители на семейството са небезивестната фоса (Cryptoprocta ferox) и мадагаскарските мангусти Мунго (Galidiinae). Освен тях малката индийска цивета (Viverricula indica) се смята за внесена от хората.
Тенреци: Четинестите таралежи, както още се наричат тенреците (Tenrecidae), са примитивни насекомоядни бозайници, които освен на Мадагаскар се срещат и в Екваториална Африка.
Прилепи: На Мадагаскар се срещат около 30 вида прилепи, повече от половината ендемични за острова.
Гризачи: На Мадагаскар се срещат около 14 ендемични вида мишевидни гризачи (Muridae), отделяни в собствено подсемейство Nesomyinae. Разнообразието на форми и размери при тези гризачи е голямо, като например гигантският мадагаскарски плъх (Hypogeomys antimena) прилича на заек.
Птици: Списъкът с птици, ендемични за Мадагаскар, е твърде дълъг.
Влечуги: Мадагаскар е родината на редица ендемични видове хамелеони и гекони. Само тук се среща и великолепната лъчиста костенурка (Astrochelys radiata). Най-големият хищник на острова е дошлият от Африка нилски крокодил (Crocodylus niloticus).
Земноводни: На Мадагаскар се срещат 247 познати вида Земноводни, предимно жаби, като почти всички са ендемични. Много видове тепърва предстои да бъдат открити.
Риби: От рибите на Мадагаскар интересни са ендемичните сомчета от семейство Anchariidae и известните на акваристите бедоции (Bedotiidae).
Безгръбначни: От безгръбначните по-популярни са мадагаскарските паяци, бръмбари и мадагаскарската хлебарка (Gromphadorhina portentosa).

## Изчезнала мегафауна
Гигантски лемури: Скоро след появата на човека на острова изчезват поне 17 вида лемури с гигантски размери в сравнение с днешните видове. Сред тях е имало гигантска ръконожка (Daubentonia robusta), от три до пет пъти по-голяма от днешния ай ай. Три вида гигантски тънкотели лемури от род Megaladapis са били с размерите на орангутан, а гигантските ленивецоподобни лемури (Archaeoindris fontoynontii) са достигали на височина около 1,5 метра и тегло от около 200 кг, колкото мъжка горила. Ленивецоподобните лемури (Palaeopropithecidae), сродни на съвременните Индриеви, силно наподобявали на вид и по начин на живот южноамериканските Ленивци и са пример за конвергентна еволюция.
Гигантска фоса: Сравнително неотдавна изчезва вид гигантска фоса (Cryptoprocta spelea) с дължина на тялото около 2 метра и тегло около 17 кг, за която се смята, че е преследвала гигантските лемури.
Мадагаскарски хипопотами: На Мадагаскар са се срещали хипопотами, подобни на днешния хипопотам джудже. Последният от вероятно три вида изчезва само преди около едно хилядолетие.
Епиорниси: Слонските птици, както са известни още епиорнисите (Aepyornithidae), надхвърляли 3 метра на височина и тегло от половин тон. Смята се, че последните такива птици са избити от хората в началото на 17 век.
Сред по-дребните изчезнали видове животни е подобният на тръбозъб плацентен бозайник Plesiorycteropus madagascariensis, чиято принадлежност към определена група бозайници е все още неясна и това странно животно остава загадка за зоолозите.

## Застрашени видове
Болшинството животински видове на Мадагаскар са не само ендемични, но и много редки или застрашени от изчезване. В ход са редица международни програми за опазване фауната на Мадагаскар, но изсичането на уникалните тропични гори извън пределите на защитените територии продължава да бъде сериозна заплаха за запазването на биологичното разнообразие на острова.